# Sarai Linder
Sarai Linder, née le 26 octobre 1999 à Sinsheim, est une footballeuse internationale allemande, qui joue au poste d'arrière latérale au VfL Wolfsburg.

## Biographie

### En club
Sarai Linder commence le football à l'âge de six ans au SV Hilsbach, avant de rejoindre le TSG Hoffenheim en 2010.
Après trois ans en Bundesliga B-Junior, elle fait ses débuts avec l'équipe première le 30 octobre 2016 face au Bayer Leverkusen.
En 2020, elle rejoint les Knights de l'UCF, avant de faire son retour à Hoffenheim à l'issue de la saison 2020-2021.
Le 11 juin 2024, elle signe un contrat de trois ans en faveur du VfL Wolfsburg.

### En sélection
Sarai Linder est internationale dans les sélections de jeunes dans les catégories des moins de 15 ans, moins de 16 ans, moins de 17 ans, moins de 19 ans et moins de 20 ans. En 2016, elle remporte le Championnat d'Europe des moins de 17 ans,.
Sarai Linder honore sa première sélection en équipe d'Allemagne le 11 avril 2023 face au Brésil en match amical. Elle remplace Sophia Kleinherne à la mi-temps de la rencontre perdue 2-1.
Elle participe aux Jeux olympiques de 2024, et participe à deux rencontres de la phase de groupes, face à l'Australie, match durant lequel elle donne une passe décisive à Jule Brand et face à l'Espagne. À l'issue de la compétition, Linder et ses compatriotes remportent la médaille de bronze.

### Études
En parallèle de sa carrière de footballeuse, Sarai Linder débute en 2021 des études de physiothérapie à Mannheim,.

## Palmarès

### En club
- TSG Hoffenheim rés.
  - Vainqueuse du Championnat d'Allemagne de deuxième division en 2016

### En sélection
- Équipe d'Allemagne des moins de 17 ans
  - Vainqueuse du Championnat d'Europe des moins de 17 ans en 2016

- Équipe d'Allemagne
  - Médaille de bronze des Jeux olympiques en 2024